# Phthiracarus parmatus
Phthiracarus parmatus är en kvalsterart som först beskrevs av Nakatamari 1985.  Phthiracarus parmatus ingår i släktet Phthiracarus och familjen Phthiracaridae. Inga underarter finns listade i Catalogue of Life.